# Cercyon emarginatus
Cercyon emarginatus är en skalbaggsart som beskrevs av Baranowski 1985. Cercyon emarginatus ingår i släktet Cercyon, och familjen palpbaggar. Arten är reproducerande i Sverige.